# Список наград и номинаций Джина Родденберри

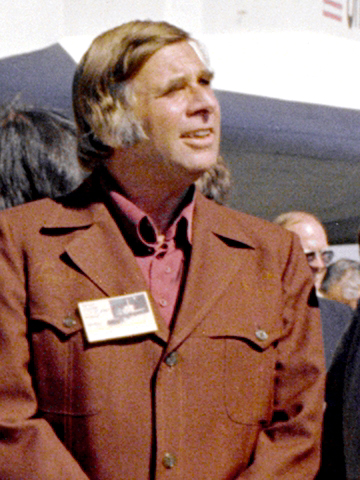
Джин Родденберри в 1976 году

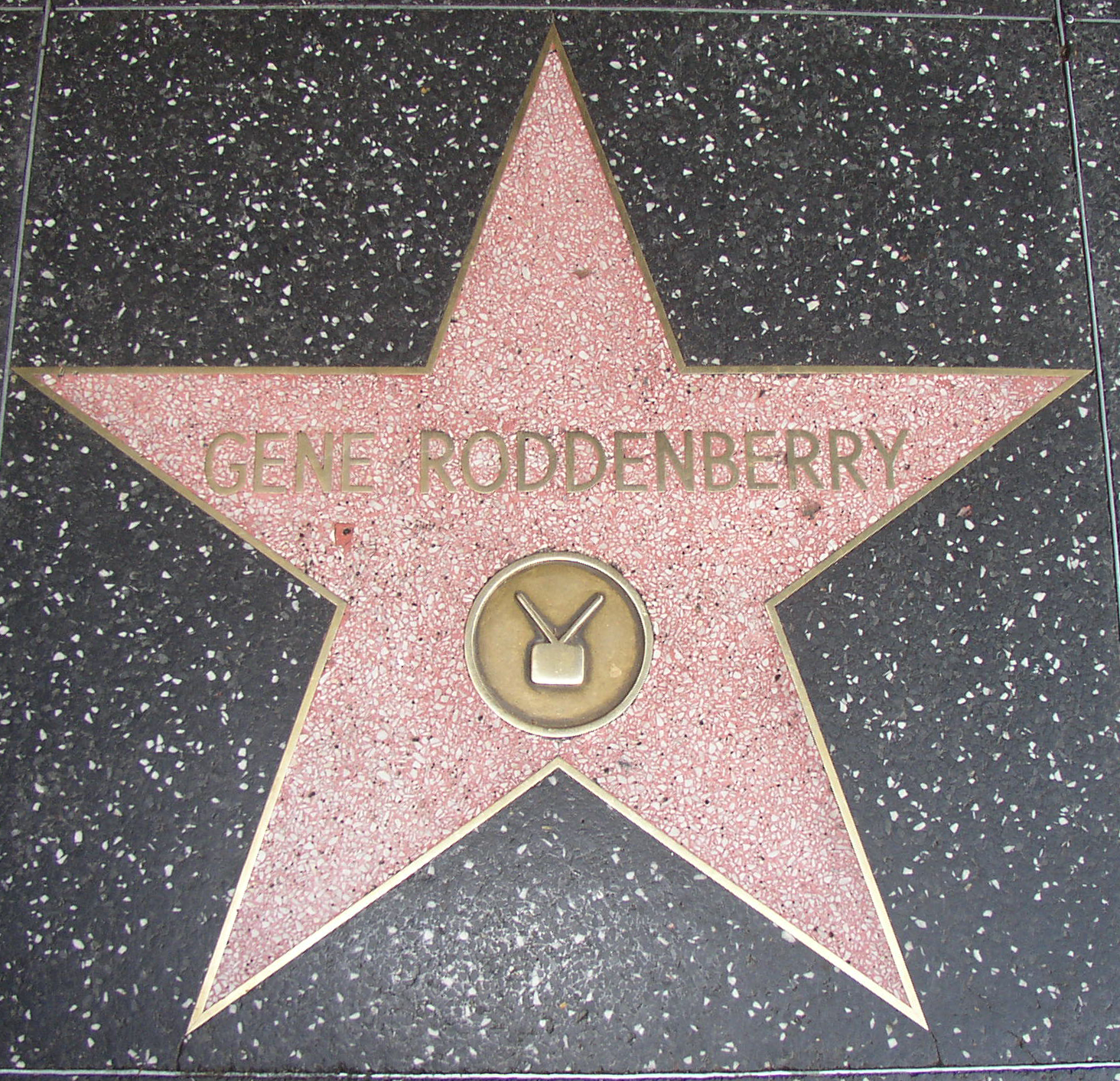
Звезда Джина Родденберри на Голливудской Аллее славы

Джин Родденберри (19 августа 1921 — 24 октября 1991) — был американским сценаристом и продюсером нескольких телесериалов, наиболее известным своей работой в создании франшизы «Звёздный путь». Перед своей карьерой телесценариста он был пилотом 394-й бомбардировочной эскадрильи 5-й бомбардировочной группы 13-й воздушной армии во время Второй мировой войны. Во время службы в армии он летал на Boeing B-17 Flying Fortress, и был награждён медалью военно-воздушных сил и крестом лётных заслуг. Работая после войны в департаменте полиции Лос-Анджелеса, он начал свою карьеру телесценариста, но ушёл в отставку, чтобы сосредоточиться на написании сценариев. Его первая сценарная награда была за эпизод «Есть оружие – будут путешествия» под названием «Helen of Abajinan» который получил премию Гильдии сценаристов США за лучший телесценарий в 1958 году. В 1964 году он зарегистрировал идею в Гильдии сценаристов, которая определит его дальнейшую карьеру — «Звёздный путь».
Большинство наград и номинаций, полученных Родденберри за всю его карьеру, были связаны со «Звёздным путём». Он был зачислен в «Звёздный путь: Оригинальный сериал» (известный в то время просто как «Звёздный путь») во время номинаций на две премии «Эмми», и выиграл две премии «Хьюго». Одна «Хьюго» была специальной наградой за телесериал, а другая была за «Зверинец», эпизод в котором использовались кадры из оригинального невыпущенного пилота «Звёздного пути» «Клетка». Также, он был награждён премией Братства от Национальной ассоциации содействия прогрессу цветного населения за его работу по продвижению афроамериканских персонажей на телевидении.
В 1967 году на церемонии вручения премии Гильдии сценаристов США частная вражда между Родденберри и писателем Харланом Эллисоном стала достоянием общественности, поскольку Эллисон подготовил оригинальный сценарий для эпизода «Город на краю вечности». Ему сказали переписать его из-за финансовых ограничений, но он не смог уложить его в рамках бюджета. Вместо этого Родденберри переписал сценарий для эпизода, но Эллисон сохранил за собой авторство и впоследствии представил оригинальный сценарий на рассмотрение Гильдии сценаристов. Это был необычный шаг, так как обычно отправляется отснятый вариант сценария. И «Город на краю вечности», и «Возвращение архонтов» были номинированы на категорию «Лучший сценарий в эпизоде драматического телесериала», причём последняя была написана и приписана Родденберри. Эллисон выиграл награду за свой сценарий. Родденберри представил снятую версию сценария «Города на краю вечности» на премию «Хьюго», выигравшую в 1968 году, но авторство осталось за Эллисоном. Позже Родденберри утверждал, что получил премию «Небьюла» за снятую версию, несмотря на то, что категория «Драматическое представление» не создавалась до 1974 года.
После окончания «Звёздного пути» (оригинального сериала) он был номинирован на премию «Хьюго» за два телефильма «Генезис II» и «Плёнки Квестора». В дополнение к наградам Родденберри также получил звезду на Голливудской «Аллее славы» после кампании фан-клубов «Звёздного пути», которые стремились к тому, чтобы каждый фанат пожертвовал доллар на общую стоимость содержания в размере 3500 долларов. После этих пожертвований комитет, отвечающий за Аллею славы, проголосовал за Родденберри. Открытие звезды состоялось 4 сентября 1985 года в квартале 6600, недалеко от угла Голливудского бульвара и Лас-Пальмаса. На церемонии вступления присутствовали весь главный актёрский состав «Звёздного пути», а также Роджер Ч. Кармел, который сыграл Гарри Мадда в «Оригинальном сериале». После смерти Родденберри в 1991 году, он был посмертно награждён Мемориальной премией Роберта А. Хайнлайна Национальным космическим обществом и премией Джорджа Пала на 18-й церемонии вручения наград премии «Сатурн». Он также был награждён медалью за общественные заслуги Национальным управлением по аэронавтике и исследованию космического пространства (НАСА).

## Военные награды
| Год  | Служба                          | Медаль                      | Лента                                                                                             | Пр.   |
| ---- | ------------------------------- | --------------------------- | ------------------------------------------------------------------------------------------------- | ----- |
| 1945 | Военно-воздушные силы Армии США | Медаль военно-воздушных сил | Синяя лента с двумя жёлтыми столбцами.                                                            | [ 2 ] |
| 1945 | Военно-воздушные силы Армии США | Крест лётных заслуг         | Синяя лента с белыми столбцами на концах и красным столбцом посередине, окаймлённой белой рамкой. | [ 2 ] |

## Гражданские награды
† Награждён посмертно
| Год  | Награда                                                         | Категория                                                  | Работа                             | Эпизод                    | Результат | Пр.    |
| ---- | --------------------------------------------------------------- | ---------------------------------------------------------- | ---------------------------------- | ------------------------- | --------- | ------ |
| 1958 | Премия Гильдии сценаристов США                                  | Лучший оригинальный сценарий                               | Есть оружие – будут путешествия    | «Helen of Abajinan»       | Победа    | [ 5 ]  |
| 1967 | Премия «Эмми»                                                   | Лучший драматический сериал                                | Звёздный путь                      |                           | Номинация | [ 8 ]  |
| 1967 | Национальная ассоциация содействия прогрессу цветного населения | Премия Братства                                            |                                    |                           | Награда   | [ 5 ]  |
| 1967 | Премия Гильдии сценаристов США                                  | Лучший сценарий в эпизоде драматического телесериала       | Звёздный путь                      | «Возвращение архонтов»    | Номинация | [ 14 ] |
| 1968 | Премия «Эмми»                                                   | Лучший драматический сериал                                | Звёздный путь                      |                           | Номинация | [ 9 ]  |
| 1968 | Премия «Хьюго»                                                  | Лучшая постановка                                          | Звёздный путь                      | «Зверинец»                | Победа    | [ 10 ] |
| 1968 | Премия «Хьюго»                                                  | Специальная награда                                        | Звёздный путь                      |                           | Награда   | [ 11 ] |
| 1974 | Премия «Хьюго»                                                  | Лучшая постановка                                          | Генезис II                         |                           | Номинация | [ 20 ] |
| 1975 | Премия «Хьюго»                                                  | Лучшая постановка                                          | Плёнки Квестора                    |                           | Номинация | [ 21 ] |
| 1980 | Премия «Хьюго»                                                  | Лучшая постановка                                          | Звёздный путь                      |                           | Номинация | [ 28 ] |
| 1980 | Премия «Сатурн»                                                 | Премия за достижения в карьере                             |                                    |                           | Награда   | [ 29 ] |
| 1988 | Премия «Хьюго»                                                  | Лучшая постановка                                          | Звёздный путь: Следующее поколение | «Встреча в дальней точке» | Номинация | [ 30 ] |
| 1990 | Марш десятицентовиков                                           | Мемориальная премия Джека Бенни за прижизненные достижения |                                    |                           | Награда   | [ 31 ] |
| 1991 | Американская гуманистическая ассоциация                         | Премия гуманитарного искусства                             |                                    |                           | Награда   | [ 32 ] |
| 1992 | Национальное космическое общество                               | Мемориальная премия Роберта А. Хайнлайна†                  |                                    |                           | Награда   | [ 26 ] |
| 1992 | Премия «Сатурн»                                                 | Премия Джорджа Пала†                                       |                                    |                           | Награда   | [ 33 ] |
| 1993 | НАСА                                                            | Медаль за общественные заслуги†                            |                                    |                           | Награда   | [ 27 ] |

## Заметки
1. ↑  Родденберри и Джин Кун были рекомендованы на премию «Небьюла» 1974 года за «Плёнки Квестора[англ.]», но не прошли окончательное голосование[19]
2. ↑  Оба этих фильма изначально создавались как пилотные для новых сериалов, но «Генезис II» был исключён CBS в пользу телесериала «Планета обезьян[англ.]», а Родденберри отказался от съёмок «Плёнков Квестора» после требования NBC о существенных изменениях.[22][23]
3. ↑  Награждён совместно с Уильямом Шетнером.[29]